# Sorry Seems to Be the Hardest Word
"Sorry Seems to Be the Hardest Word" é uma canção e0scrita por Elton John e Bernie Taupin. Foi gravada por Elton John e lançado em 1976, como um single e como parte do álbum Blue Moves. Foi seu segundo single na Rocket Records. A canção é uma balada triste sobre o amor não correspondido.
A canção foi um Top 20 hit britânico e americano, atingindo o #11 no Reino Unido e o 6º lugar nos Estados Unidos.
A canção também apareceu no ano seguinte em Greatest Hits Volume I, embora por razões de direitos autorais já não apareça na versão atual desse álbum. Ela agora aparece na Greatest Hits 1976-1986, The Very Best of Elton John e Greatest Hits 1970-2002, bem como numa série de outras compilações.

## Outras versões
"Sorry Seems to be the Hardest Word" foi regravado por uma grande variedade de artistas do Country a R&B. Ela foi gravada em dueto, em espanhol, e tem mesmo Elton John se apresentou em algumas versões.
Em 1994, os cantores de country Suzy Bogguss e Chet Atkins lançaram uma cover da música em 1994. Foi lançada como um single, mas falhou na tentativa. Um ano depois, o cantor argentino e compositor, Pedro Aznar, fez uma cover da canção em espanhol com o título traduzido, "Ya no Hay Forma de Pedir Perdon", do álbum David y Goliath.
Em 1997, a canção foi apresentada no Steven Houghton no auto-intitulado álbum.
Em 2002, a boy band, Blue, gravado a canção com Elton John (que recebeu um crédito de participação). Esta versão foi produzida pelo multi-platinado produtor Ray Ruffin e foi um sucesso em toda a Europa e foi número um no Reino Unido, onde recebeu uma certificação de prata de vendas e vendeu 315.000 cópias.
Joe Cocker gravou uma cover da música em sua coleção de canções de amor, Greatest Love Songs, em 2003. Em 2004, as versões não foram lançados. Primeiro, Ray Charles e Elton John gravaram esta canção como um "dueto" no lançamento póstumo de Ray Charles no ano de 2004, Genius Loves Company. Segundo as notas do álbum, a gravação da canção marcou a última sessão do "Genius" do projeto e um dos últimos (se não o último) performance vocal gravado pela lenda da música. Em seguida, Mary J. Blige regravou a música para a trilha sonora do filme, Bridget Jones: The Edge of Reason. Finalmente, Kenny G gravou com Richard Marx para o seu álbum de covers e duetos At Last ... The Duets Album.
Em 2006, o ex-American Idol concorrente Clay Aiken regravou a música em seu álbum, A Thousand Different Ways e a vencedora do The X Factor, Leona Lewis gravou um lado B de seu single de estreia número um, "A Moment Like This".
Em 2008, o pianista e cantor americano Eli Mattson cantou-a como parte do top 10 no conhecido talent show America's Got Talent.                                    Frank Sinatra já gravou sua versão da música. 

## Versão de Blue e Elton John
A canção foi regravada em 2002 pela boy band inglesa Blue. A canção foi gravada como uma colaboração com Elton John, e foi o segundo single do seu segundo álbum, One Love. A canção alcançou a posição #1 na UK Singles Charts.

### Faixas
CD1
1. "Sorry Seems To Be The Hardest Word" (Radio Edit) - 3:31
2. "Lonely This Christmas" - 2:08
3. "Sorry Seems To Be The Hardest Word" (Ruffin Ready Soul Mix) - 3:51
4. "Recording Studio Footage" - 3:30

CD2
1. "Sorry Seems To Be The Hardest Word" (Radio Edit) - 3:31
2. "Album Medley" - 5:44
3. "Sweet Thing" - 3:38
4. "Sorry Seems To Be The Hardest Word" (Video) - 3:31

Cassete
1. "Sorry Seems To Be The Hardest Word" (Radio Edit) - 3:31
2. "Album Medley" - 5:44
3. "Sweet Thing" - 3:38